# MAN NL202
MAN NL202 — городской низкопольный автобус, выпускавшийся компанией MAN в период с 1989 по 1992 год.

## Информация
Первый прототип MAN NL202 был произведён в 1989 году для замены автобуса MAN SL202. В разное время автобус MAN NL202 подлежал модернизации. В 1992 году на смену MAN NL202 пришёл автобус MAN NL202(2). В настоящее время автобусы MAN NL202 принадлежат частным автобусным предприятиям.
С 1990 по 1992 год на шасси MAN NL202 производился сочленённый автобус MAN NG272.
До 1998 года производился также автобус MAN NL262, частично имеющий сходство с MAN NL202.

## Вместимость
Вместимость автобуса MAN NL202 — 70 мест.

## Приборная панель
Приборная панель автобуса MAN NL202 состоит из спидометра, ручного тормоза, панели IBIS, кассового аппарата, переключателей освещения, панели светосигнализации и вспомогательных приборов.

## В игровой и сувенирной индустрии
Автобус MAN NL202 присутствует в игре OMSI 2.